# Musa celebica
Musa celebica là một loài thực vật có hoa trong họ Musaceae. Loài này được Warb. ex K.Schum. mô tả khoa học đầu tiên năm 1900.